# Cristina de Salm
Cristina de Salm, (em francês:  Christine de Salm, 1575 - 31 de dezembro de 1627), foi uma princesa de Salm e duquesa consorte da Lorena, por casamento com o duque Francisco II da Lorena.

## Biografia
Cristina era a filha de Paulo, Conde de Salm (c. 1535 – c. 1595) e chefe da Casa de Salm e da sua mulher, Marie Le Veneur. Seus pais eram primos em primeiro grau, descendo ambos de Philippe L'Huillier, senhor de Manicamp e de Cailly, governador da Bastilha.
Apesar dos Salm serem Condes Imperiais semi-soberanos desde 1475, não se encontravam entre os magnatas nem do Império, nem da França no século XVI. Contudo, quando Francisco casou com Cristina, ele era apenas o terceiro filho do duque Carlos III da Lorena, estando-lhe destinado apenas o condado de Vaudémont como apanágio, não se esperando que viesse a ser o monarca soberano da Lorena.
Mais tarde, para impeder que o Ducado deixasse a linha masculina, os filhos de Francisco II e de Cristina acabaram por casar com duas filhas do irmão mais velho, o duque Henrique II da Lorena.

## Casamento e descendência
Em 1597 Cristina casou com Francisco da Lorena, futuro Duque Soberano da Lorena com o título Francisco II. Do casamento nasceram 6 filhos: 
1. Henrique (Henri) (1602–1611), Marquês de Hattonchâtel, morreu na infância;[3]
2. Carlos IV (Charles) (1604–1675), que viria a ser duque da Lorena, casou com Nicole de Lorena [4] sem geração; casou em segundas núpcias com Beatriz de Cusance , com geração;
3. Henriqueta (Henriette) (1605–1660),[3] casada com Luís de Guise, Barão de Ancerville, filho ilegítimo do Cardeal de Guise; sem geração;
4. Nicolau II Francisco (Nicolas François) [3] (1609–1670), que veio a ser duque da Lorena; casou com Cláudia de Lorena, com geração;
5. Margarida (Marguerite) [3] (1615–1672), que casou com Gastão de França, Duque de Orleães; com geração;
6. Cristina (Christine) (1621–1622)[3] morta na infância.